# UGCA 290
UGCA 290 = Arp 211 ist ein interagierendes Galaxienpaar im Sternbild Jagdhunde. Das Galaxienpaar ist etwa 22 Millionen Lichtjahre von der Milchstraße entfernt. Halton Arp gliederte seinen Katalog ungewöhnlicher Galaxien nach rein morphologischen Kriterien in Gruppen. Diese Galaxie gehört zu der Klasse Galaxien mit Unregelmäßigkeiten, Absorption und Auflösung.